# Galgahévíz
Galgahévíz är en ort (by) i provinsen Pest i norra Ungern. Orten har 2 507 invånare (2024), på en yta av 31,18 km². Den ligger cirka 41 kilometer nordost om centrala Budapest.